# Hunny Pot Spin
Hunny Pot Spin (Mandarijn: 旋转疯蜜罐) is een attractie in het Chinese attractiepark Shanghai Disneyland, die werd geopend op 16 juni 2016. Het is een theekopjesattractie in het thema van Winnie de Poeh.
Hunny Pot Spin is een variant op de Mad Tea Party-theekopjesattracties in enkele andere Disney-parken. Voor Shanghai Disneyland is deze attractie herontworpen naar het thema van Winnie de Poeh. De 18 theekopjes zijn daarbij opnieuw vormgegeven als 18 honingpotten. De attractie bevindt zich onder een overkapping, waar aan de onderzijde een twintigtal lampionnen hangt in de vorm van bijenkorven en enkele uitvergrote honingdruppels.
Shanghai Disney Resort · Lijst van attracties in Shanghai Disneyland